# Martin Motte
 (juillet 2025).
Pour les articles homonymes, voir Motte.
Martin Motte est un historien Français. Il est notamment spécialiste de l'histoire de la stratégie.

## Biographie

### Formation
Martin Bruno René Motte intègre l'École normale supérieure (promotion 1988). Il obtient l'agrégation d'histoire en 1991, puis un doctorat en 2001[source insuffisante].

### Carrière professionnelle
Maître de conférences à l'université Paris-Sorbonne en 2006, il est élu directeur d'études à l'École pratique des hautes études en 2014[réf. nécessaire].
Depuis 2022, il préside l'Institut de stratégie comparée[réf. nécessaire].
En 2025, il est fait chevalier de la Légion d'honneur au titre de ses activités d'enseignement et de recherche.

### Engagement régionaliste
Mainteneur du Félibrige, il appartient à la Société des félibres de Paris, dont il est brièvement secrétaire entre 2015 et 2016. Son investissement lui vaut par ailleurs la médaille de bronze de Florian en 2013.

### Engagement militaire
Il est capitaine de corvette de réserve depuis 2011.

## Production intellectuelle
(juillet 2025).
Après un mémoire en 1990 sur Le Mouvement fédéraliste provençal de 1892, il oriente ses recherches vers l'histoire des relations internationales et de la stratégie. Pour la version publiée de sa thèse, Une éducation géostratégique : la pensée navale française, de la Jeune École à 1914, il reçoit le grand prix de l'Académie de marine dès 2005,.
En 2010, il dirige avec Georges-Henri Soutou un ouvrage collectif consacré à la pensée des relations internationales par Charles Maurras, dont Jean Klein estime qu'il vient « comble[r] une lacune dans l’historiographie française »,.
En 2013, il supervise avec Hervé Coutau-Bégarie une histoire des Approches de la géopolitique,,,. La même année, il publie trois conférences (Le Bailli de Suffren, héros mistralien ; La Provence maritime dans l'œuvre de Mistral ; Une évocation de Louis Denis-Valvérane) données devant les Félibres de Paris, ouvrage qui lui vaut une Abeille d'or de l'Essaim de Salon-de-Provence.
En 2018, avec Jérôme de Lespinois, Soutou et Olivier Zajec, il livre un traité de stratégie intitulé La Mesure de la force, qui se veut dans la continuité des travaux de Coutau-Bégarie. Rémy Hémez le range à cette occasion par les « meilleurs stratégistes français ».
Il retourne à Maurras en 2018, en lui consacrant une anthologie sous le titre L'Avenir de l'intelligence et autres textes. Elle est jugée « complaisante » par Antoine Compagnon, tandis que Laurent Joly y voit une entreprise de « réhabilitation » du maître de Martigues.

## Ouvrages
- Une éducation géostratégique : la pensée navale française, de la Jeune École à 1914 (préf. Georges-Henri Soutou, Paris, Economica, 2004  (ISBN 2-7178-4844-4).
- Dir. avec Frédéric Thebault, Guerre, idéologies, populations (1911-1946), Paris, L'Harmattan, 2005  (ISBN 2-7475-8067-9).
- Les Marches de l'Empereur (ill. Anne Motte), Paris, LBM, 2007  (ISBN 978-2-915347-53-1).
- Dir. avec Laure Bardiès (préf. Jean-Louis Georgelin), De la guerre ? Clausewitz et la pensée stratégique contemporaine, Economica, 2008  (ISBN 978-2-7178-5575-3).
- Dir. avec Georges-Henri Soutou, Entre la vieille Europe et la seule France : Charles Maurras, la politique extérieure et la défense nationale, Economica, 2009  (ISBN 978-2-7178-5790-0).
- Dir. avec Hervé Coutau-Bégarie, Approches de la géopolitique : de l'Antiquité au XXIe siècle, Economica, 2013  (ISBN 978-2-7178-6654-4).
- Le Bailli de Suffren, héros mistralien ; La Provence maritime dans l'œuvre de Mistral ; Une évocation de Louis Denis-Valvérane, Paris, Amis de la langue d'oc, 2013  (ISBN 978-2-9538540-3-9).
- Éd. de Charles Maurras (préf. Jean-Christophe Buisson), L'Avenir de l'intelligence et autres textes, Paris, Robert Laffont, 2018  (ISBN 978-2-221-20225-8).
- Dir. avec Jacques Frémeaux et Antoine Schülé, Guerre et littérature, Paris, Éditions de l'École de guerre : t. I, 2018 ; t. II, 2019.
- Éd. de Ferdinand Foch (préf. Benoît Durieux), De la guerre, Paris, Taillandier, 2023  (ISBN 979-10-210-5834-7).